# Vidja-Ågesta
Vidja-Ågesta är en kommundel i Huddinge kommun, Stockholms län. Vidja-Ågesta har en yta på 11,3 kvadratkilometer och beboddes den 31 december 2019 av 876 invånare. Vidja-Ågesta bildades 2018 som ny kommundel och blev då en av Huddinges 16 kommundelar. Vidja och Ågesta var tidigare delområden i kommundelen Trångsund.

## Geografi
Vidja-Ågesta ligger i kommunens sydöstra del och begränsas i öster av Länna, i norr av Trångsund och Högmora, i väster av Sjödalen och i söder av Gladö-Lissma. Mot Stockholms kommun finns en kort gräns som går i sjön Magelungen. I Vidja-Ågesta är stora ytor utpekade som riksintresse för det rörliga friluftslivet. En längre strandremsa mot Magelungen bidrar också med goda rekreationsmöjligheter. Bostadsbebyggelsen är samlad i tätorten Vidja belägen i sydväst mot sjön Orlången. Vidja representerar den tätbebyggda delen medan Ågesta betecknar området med övervägande naturmark. Genom området sträcker sig Vidjavägen som i norr anknyter till Ågestavägen och i söder slutar i Vidja. En vägförbindelse söderut till Haningeleden existerar inte.

## Namnet och historiken
Kommundelsnamnet Vidja-Ågesta härrör dels från Vidja, dels från Ågesta. Vidja var namnet på ett 1600-tals torp och kommer troligen från fornsvenskan vider med betydelsen "skog", "träd" och "hugga träd eller virke". Ortnamnet är belagt sedan 1535 som Viddia, 1540 stavas det Wydia. På 1500-talet används namnet Vidja i jordeböcker och stadgehemman. Egendomen styckades 1910  i 36 lotter av varierande storlek som sedan genom vidare styckning gav cirka 500 tomter. En av huvudexploatörer var AB Hem på landet. Företaget köpte upp och styckade tomter som såldes sedan till arbetare och lägre tjänstemän. Utbyggnaden skedde huvudsakligen på 1940-talet. Vidja blev till ett utpräglat sommarstugeområde som genom åren mer och mer förvandlats till permanentboende. Vidjatorpets byggnad finns fortfarande (2022) bevarad. Huset står vid Vidablicksvägen och är privatbostad där man bedriver bland annat hästverksamhet med islandshästar. Namnet lever vidare i Vidjavägen, som tätortsnamn och tillsammans med Ågesta som kommundelsnamn.
Gårdsnamnet Ågesta finns i medeltida källor. Äldsta skriftliga belägget för namnet är från 1330-talet. Då testamenterade Kaniken Brynolf i Strängnäs sin kåpa till Christine i Agastum.  Ågesta gårds nuvarande huvudbyggnad anses vara från 1600-talet och fick sin nuvarande utformning i slutet av 1700-talet eller i början av 1800-talet. Gårdens byggnader och mark ägs sedan 1945 av Stockholms kommun. I november 1957 startade anläggningsarbetena för Ågestaverket som uppfördes på gårdens hagmark Alängen, ungefär mittemellan gårdsbebyggelsen och Vidja. Det blev Sveriges första kommersiella kärnkraftverk som var i drift mellan 1963 och 1974.

## Verksamheter och framtidsplanering
Idag ligger den historiska gårdsmiljön samlad vid Ågestasjöns östra sida. Marken omkring och ekonomibyggnaderna används för ridverksamhet av Ågesta Ridskola som bildades 1978. Ågesta gårdsarrende omfattar 100 hektar varav 80 hektar ingår i Orlångens naturreservat. Arealen betas av gårdens cirka 70 hästar, omkring 30 vuxna nötkreatur och 20 kalvar. Stora markarealer nyttjas även av Ågesta Golfklubb som golvbana. Klubben grundades 1958 och har idag en 18-hålsbana och en 9-hålsbana. I norr, mot Magelungen, utbreder sig Ågesta friluftsområde och nudistbadet Ågestabadet.
Vidjas sommarstugeområde omvandlas för närvarande (2022) till permanentboende. Huddinge kommun bygger ut gatorna och Stockholm Vatten och Avfall bygger ut vatten- och avloppssystemet. Sammanlagt tillkommer cirka 100 nya bostäder i området i olika samhällsbyggnadsprojekt.

### Historiska bilder

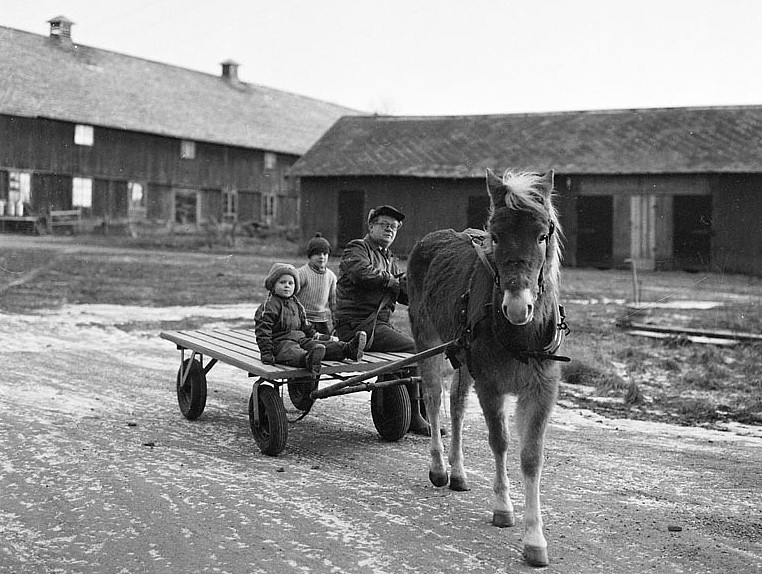
Ågesta gård 1957.
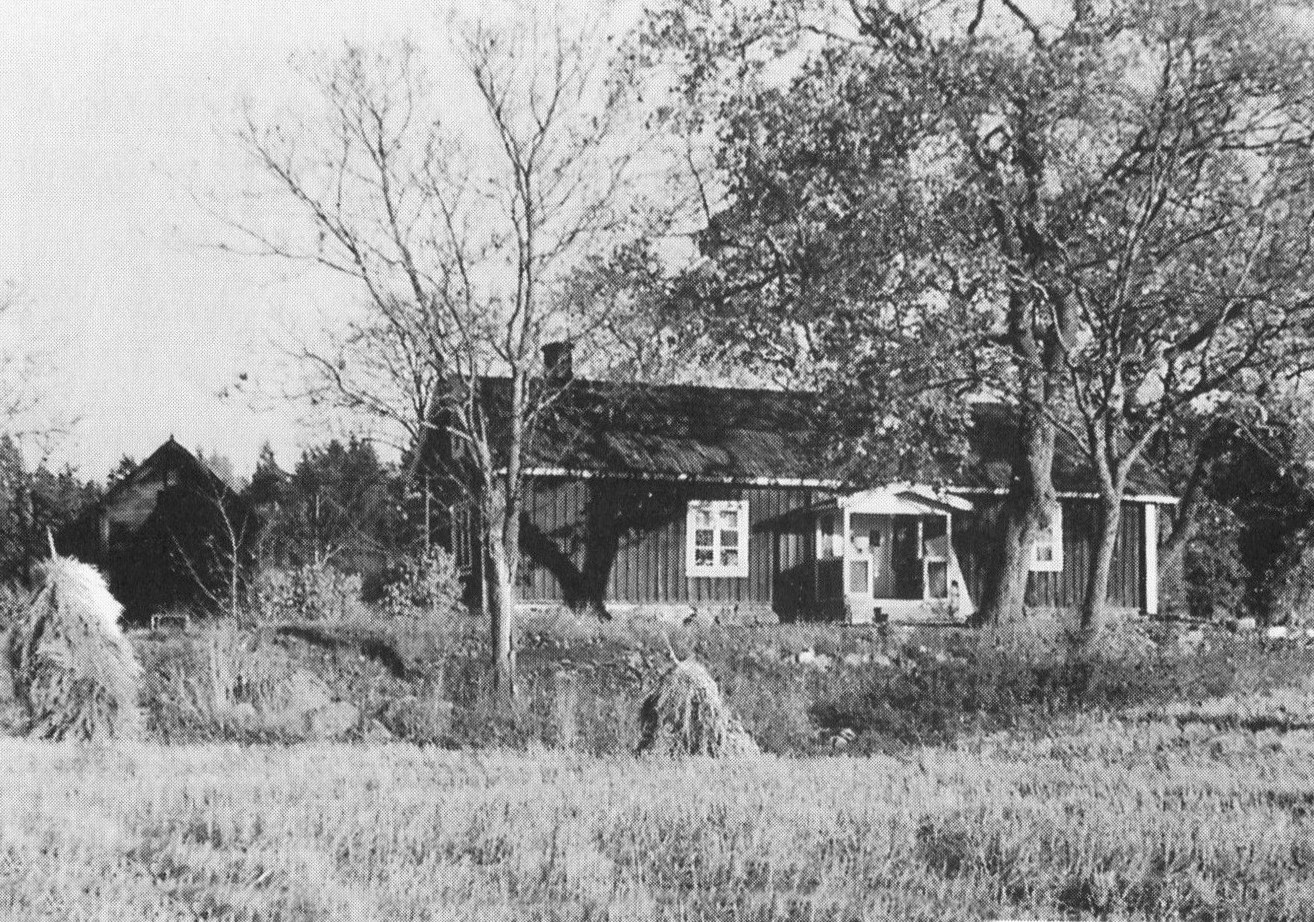
Torpet Nynäs på 1920-talet.
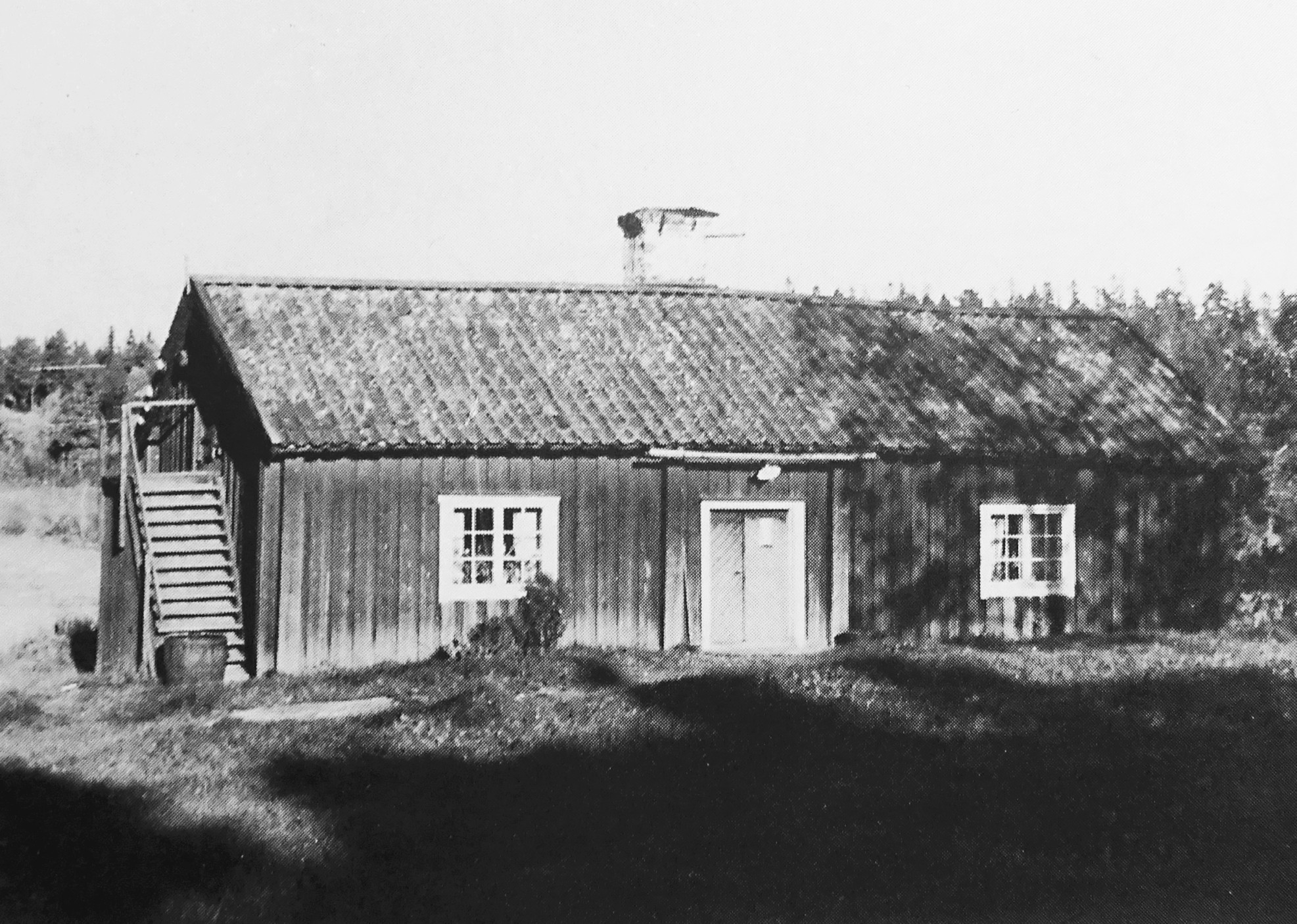
Torpet Vidja på 1940-talet.
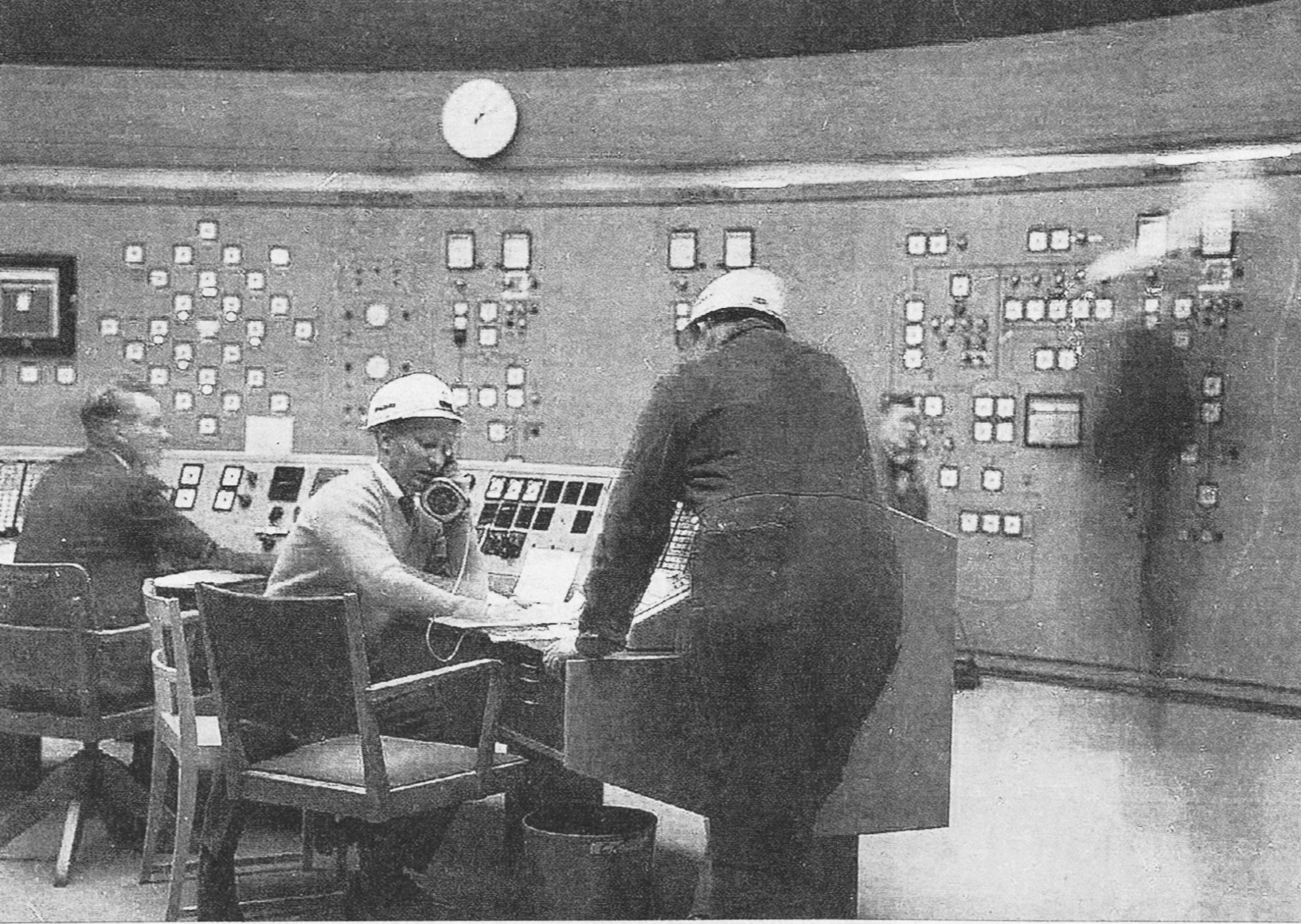
I Ågestaverkets kontrollrum, 1960-tal.

### Nutida bilder

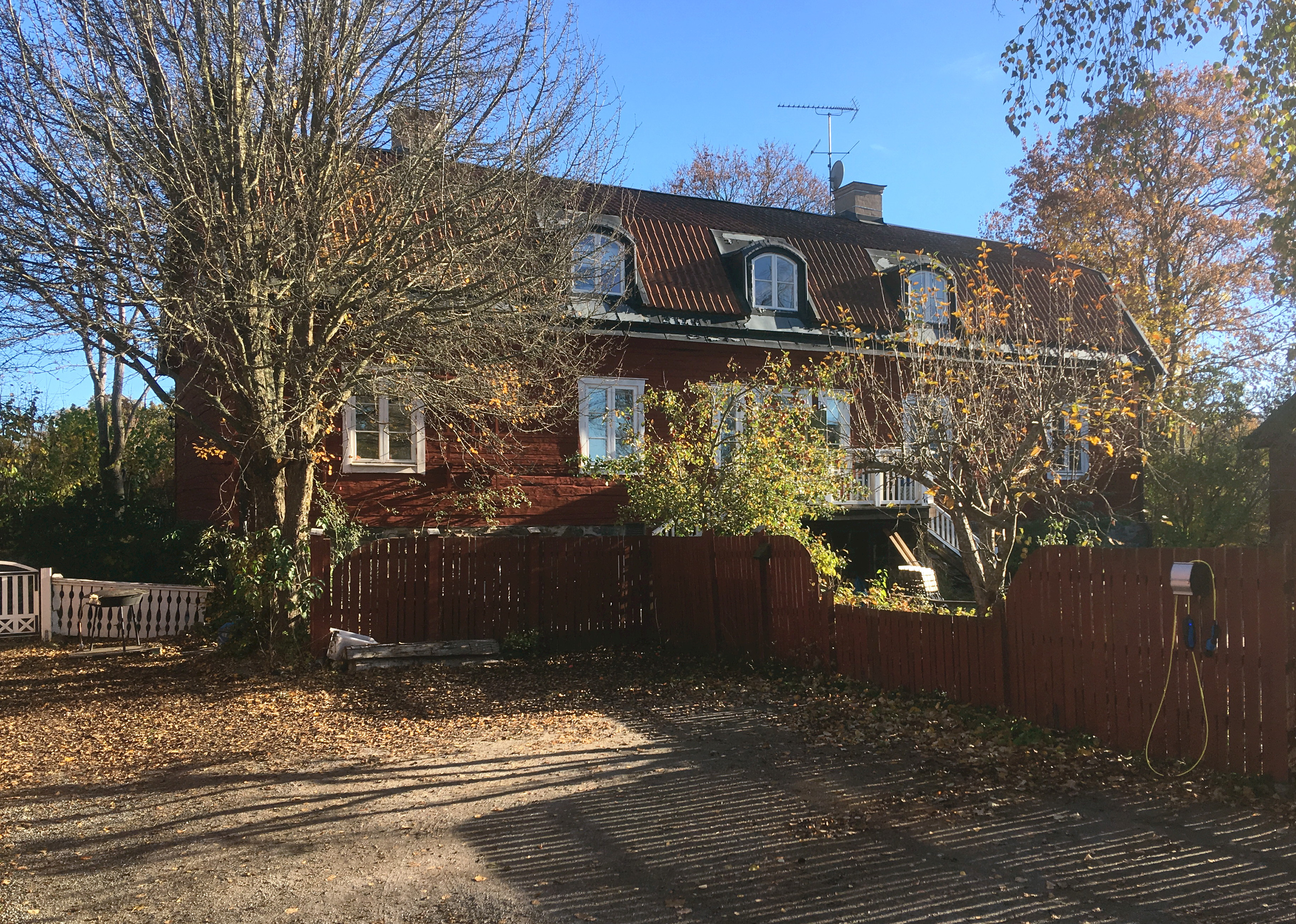
Ågesta gammelgården, 2018.
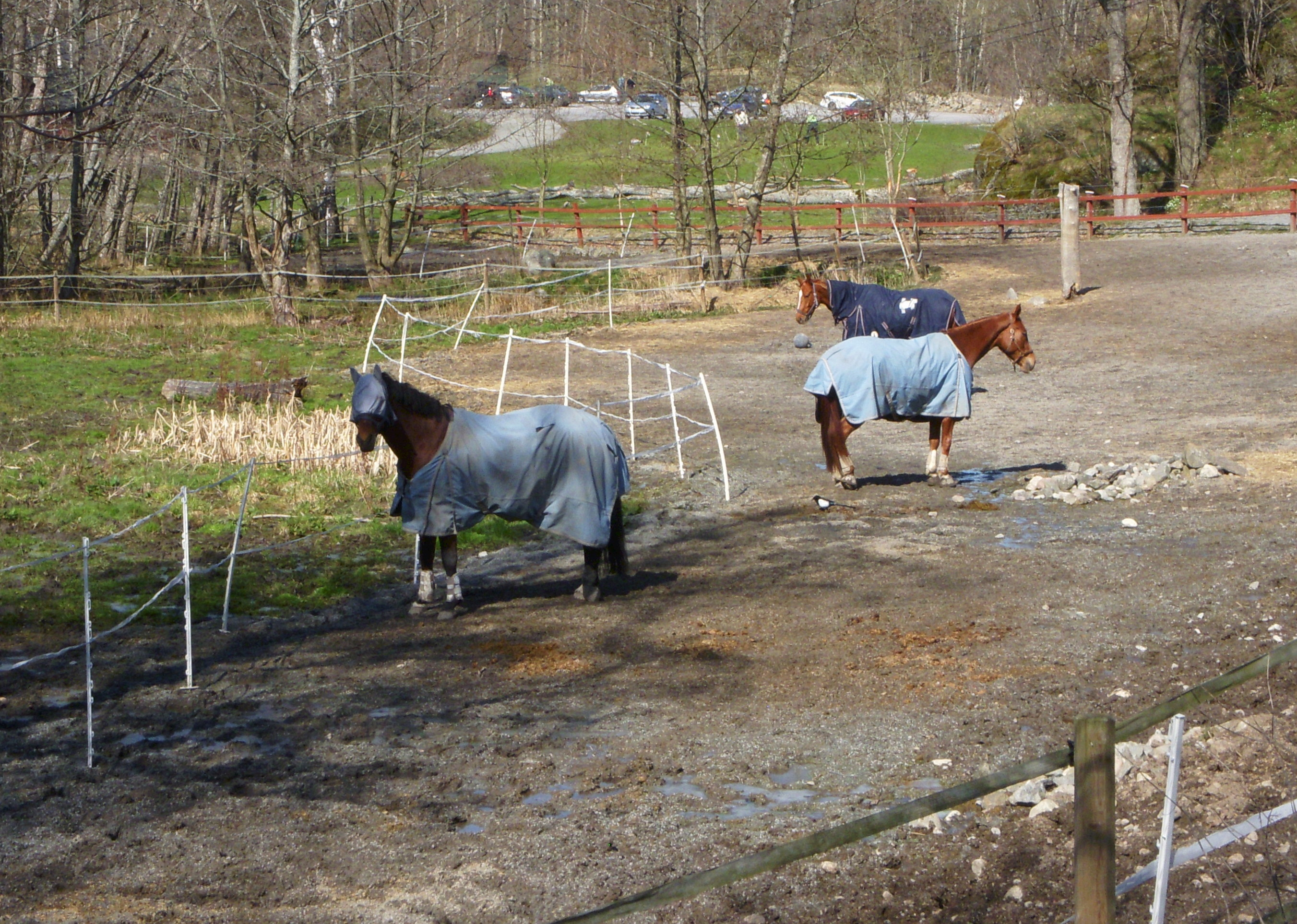
Ågesta Ridskolas hästar, 2012.
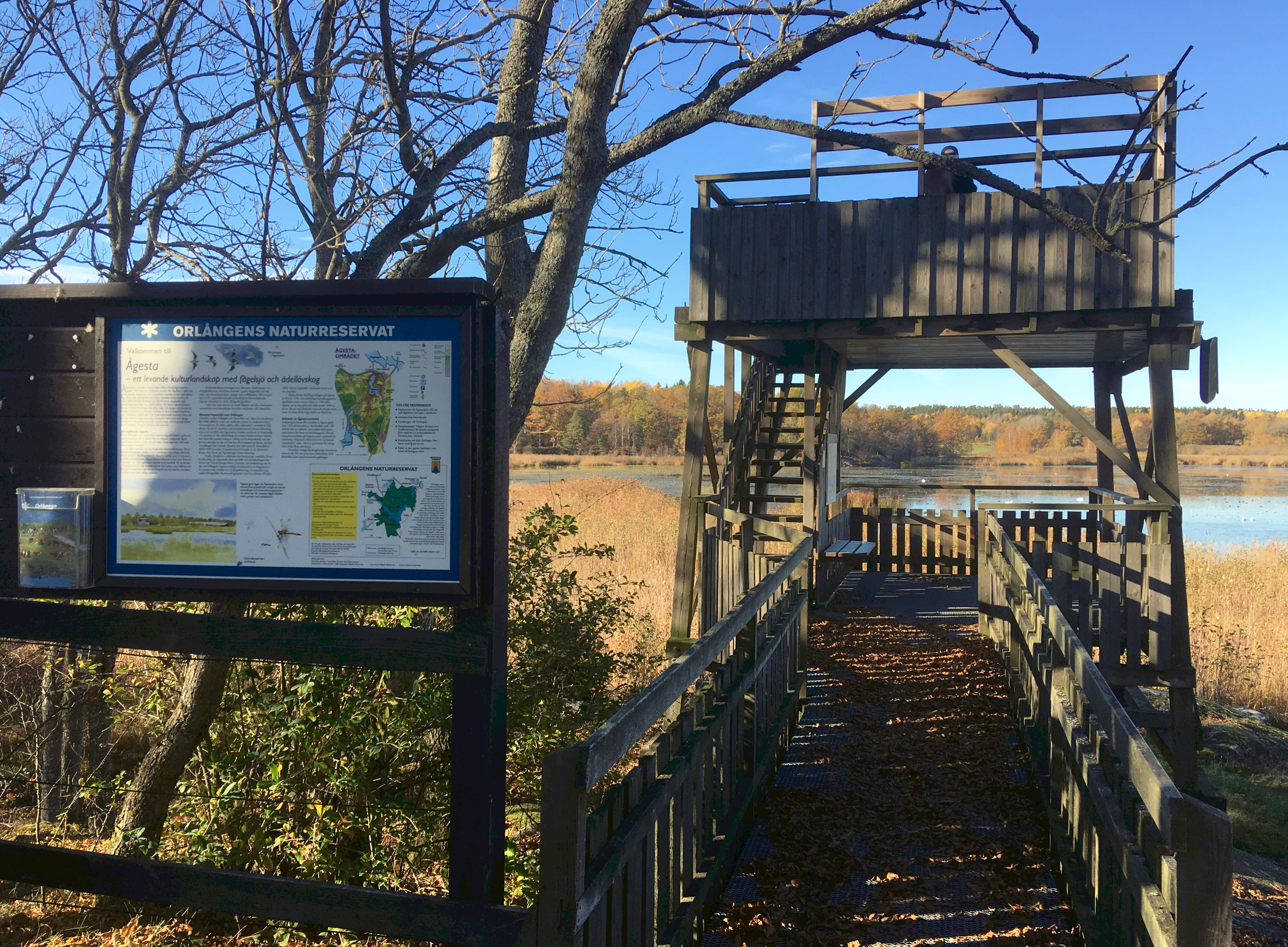
Ågestasjöns fågeltorn, 2018.
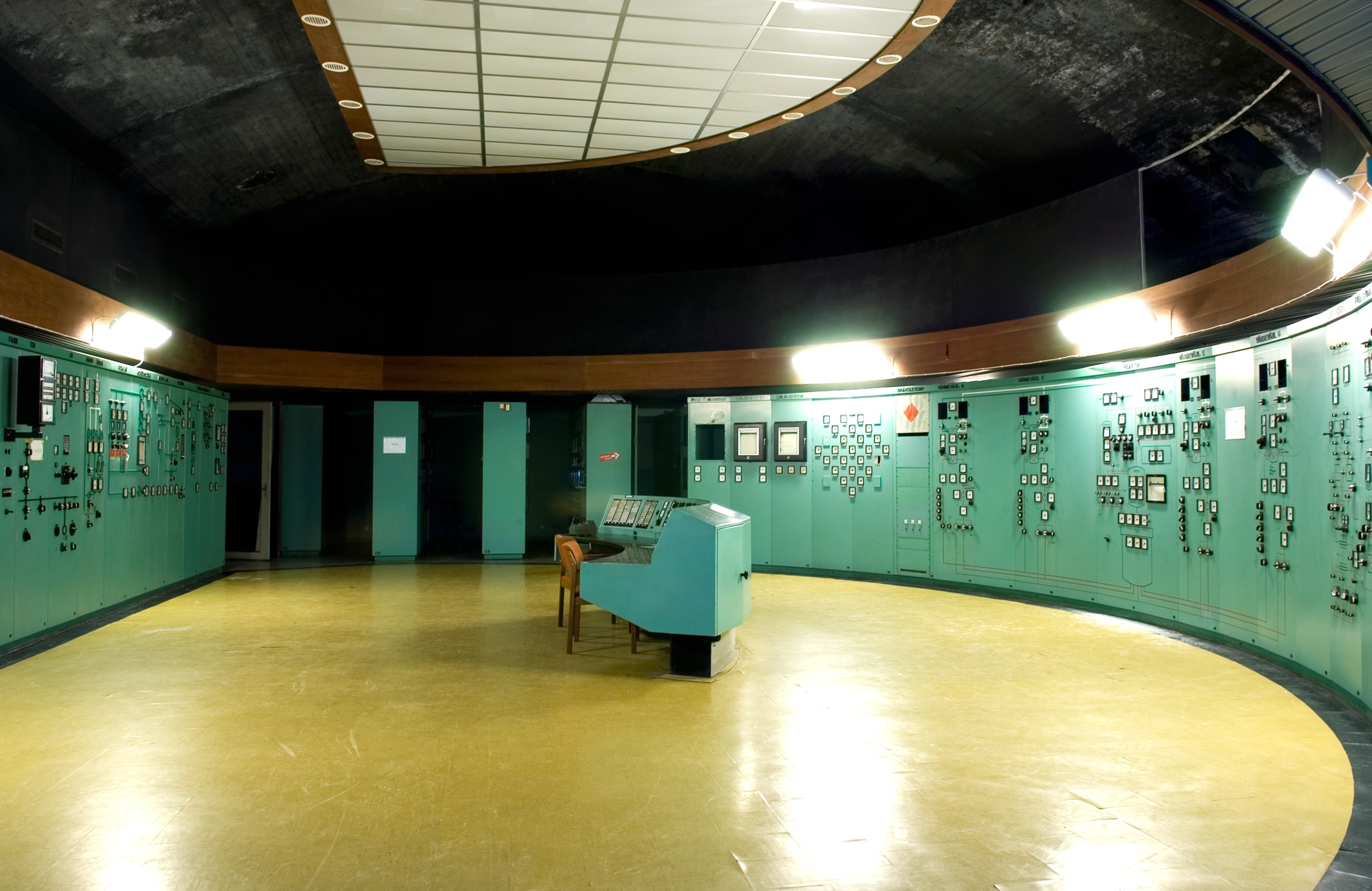
I Ågestaverkets kontrollrum, 2005.

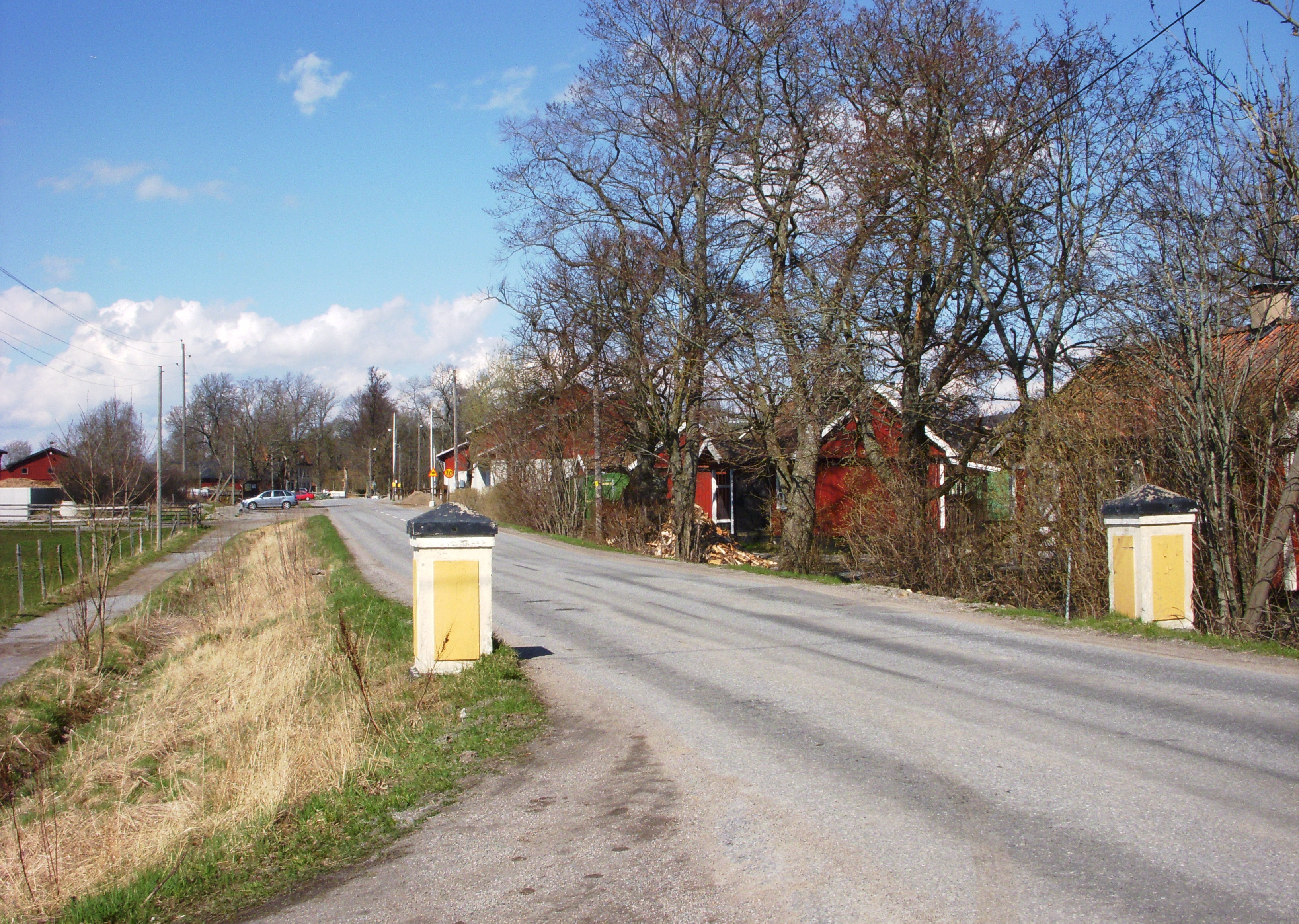
Vidjavägen vid Ågesta gård.
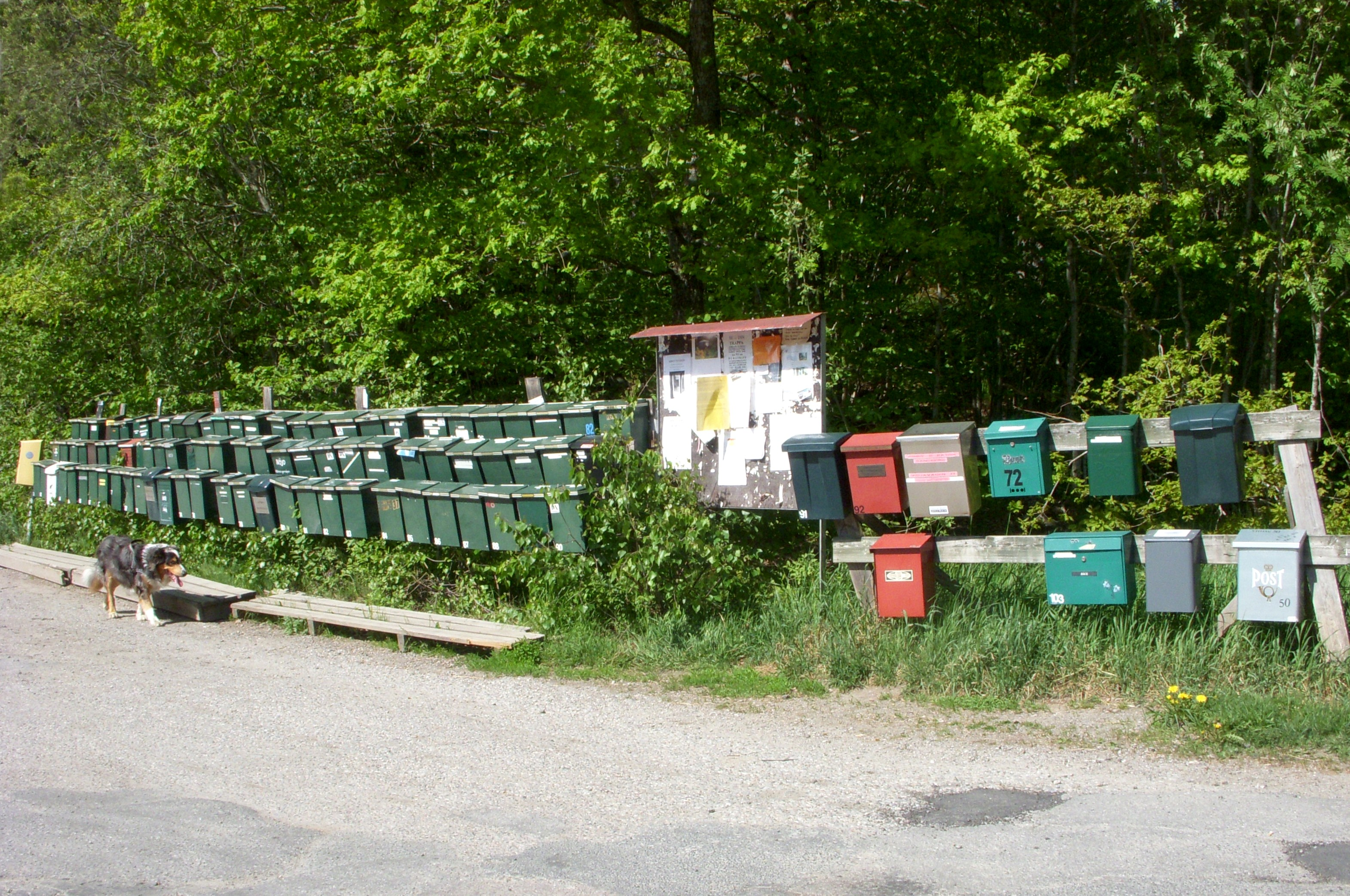
Postlådor i Vidja, 2011.
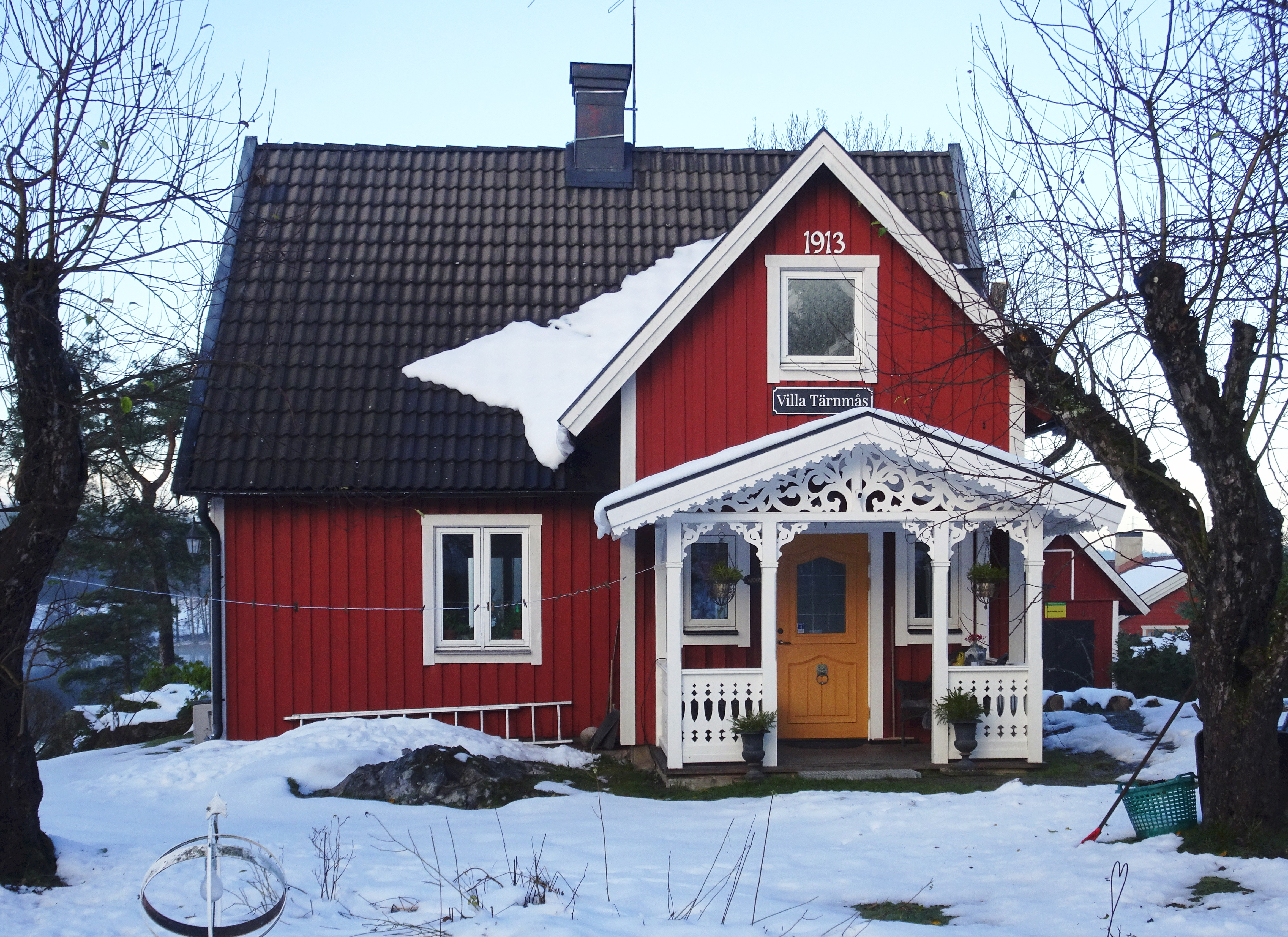
Villa Tärnmås i Vidja, 2022.
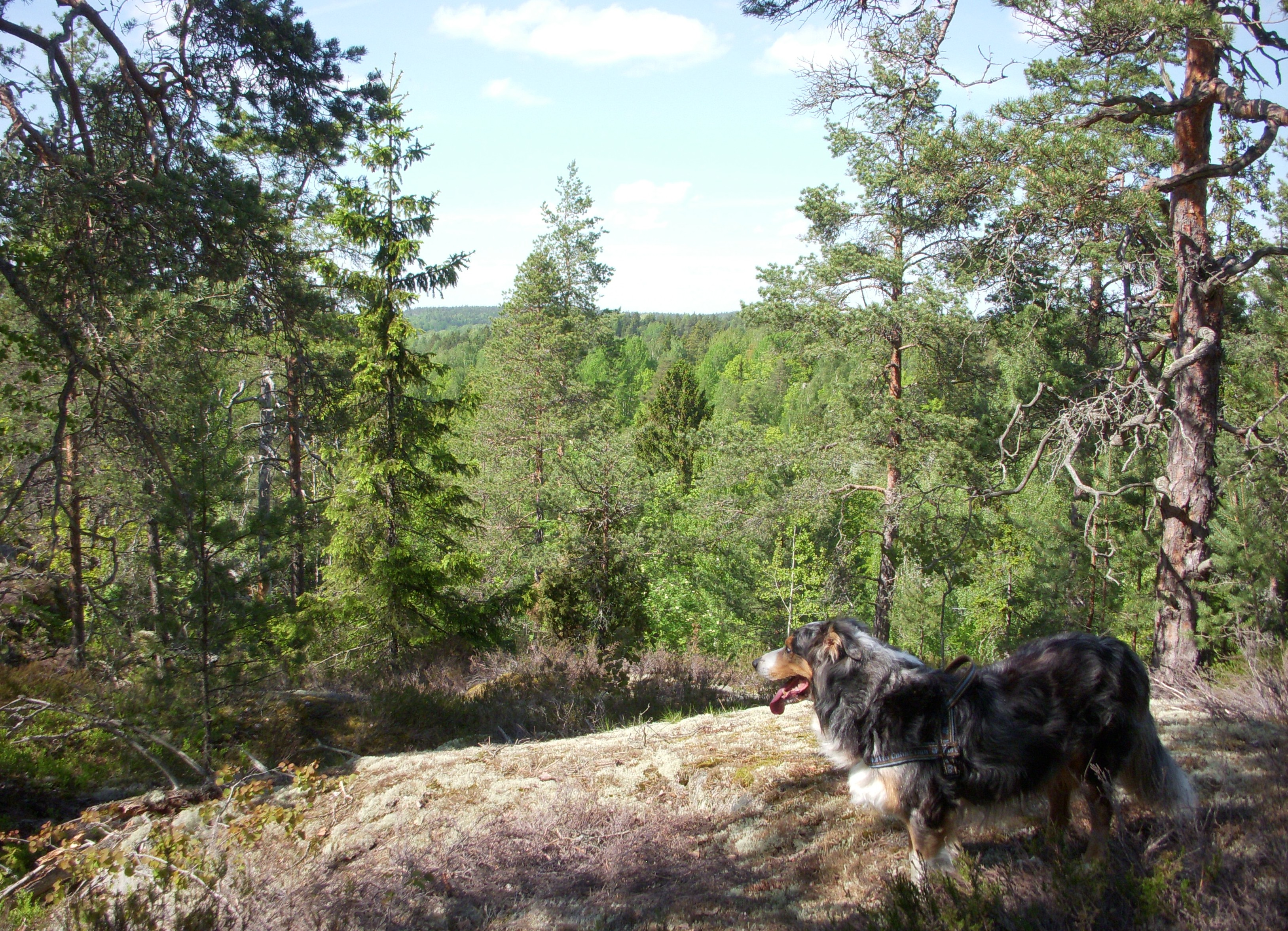
Skansberget i Vidja, 2011.

## Natur

### Naturreservat
- Lännaskogens naturreservat
- Orlångens naturreservat

### Sjöar
- Orlången (del av)
- Magelungen (del av)
- Ågestasjön